# Llista d'asteroides/190901-191000
| Nom      | Designació provisional | Data de descobriment   | Lloc de descobriment | Descobridor/s |
| -------- | ---------------------- | ---------------------- | -------------------- | ------------- |
| 190901 - | 2001 UX54              | 16 d'octubre de 2001   | Socorro              | LINEAR        |
| 190902 - | 2001 UC60              | 17 d'octubre de 2001   | Socorro              | LINEAR        |
| 190903 - | 2001 UN73              | 17 d'octubre de 2001   | Socorro              | LINEAR        |
| 190904 - | 2001 UQ78              | 20 d'octubre de 2001   | Socorro              | LINEAR        |
| 190905 - | 2001 UX78              | 20 d'octubre de 2001   | Socorro              | LINEAR        |
| 190906 - | 2001 UN83              | 20 d'octubre de 2001   | Socorro              | LINEAR        |
| 190907 - | 2001 UD87              | 18 d'octubre de 2001   | Kitt Peak            | Spacewatch    |
| 190908 - | 2001 US91              | 18 d'octubre de 2001   | Palomar              | NEAT          |
| 190909 - | 2001 UT98              | 17 d'octubre de 2001   | Socorro              | LINEAR        |
| 190910 - | 2001 UC105             | 20 d'octubre de 2001   | Socorro              | LINEAR        |
| 190911 - | 2001 UR113             | 22 d'octubre de 2001   | Socorro              | LINEAR        |
| 190912 - | 2001 UW113             | 22 d'octubre de 2001   | Socorro              | LINEAR        |
| 190913 - | 2001 UQ118             | 22 d'octubre de 2001   | Socorro              | LINEAR        |
| 190914 - | 2001 UG119             | 22 d'octubre de 2001   | Socorro              | LINEAR        |
| 190915 - | 2001 UO119             | 22 d'octubre de 2001   | Socorro              | LINEAR        |
| 190916 - | 2001 UD123             | 22 d'octubre de 2001   | Socorro              | LINEAR        |
| 190917 - | 2001 US126             | 17 d'octubre de 2001   | Socorro              | LINEAR        |
| 190918 - | 2001 UD139             | 23 d'octubre de 2001   | Socorro              | LINEAR        |
| 190919 - | 2001 UP142             | 23 d'octubre de 2001   | Socorro              | LINEAR        |
| 190920 - | 2001 UU144             | 23 d'octubre de 2001   | Socorro              | LINEAR        |
| 190921 - | 2001 UT151             | 23 d'octubre de 2001   | Socorro              | LINEAR        |
| 190922 - | 2001 UC154             | 23 d'octubre de 2001   | Socorro              | LINEAR        |
| 190923 - | 2001 UD158             | 23 d'octubre de 2001   | Socorro              | LINEAR        |
| 190924 - | 2001 UW158             | 23 d'octubre de 2001   | Socorro              | LINEAR        |
| 190925 - | 2001 UF188             | 17 d'octubre de 2001   | Socorro              | LINEAR        |
| 190926 - | 2001 UK197             | 19 d'octubre de 2001   | Palomar              | NEAT          |
| 190927 - | 2001 US206             | 20 d'octubre de 2001   | Socorro              | LINEAR        |
| 190928 - | 2001 UL211             | 21 d'octubre de 2001   | Socorro              | LINEAR        |
| 190929 - | 2001 VV3               | 11 de novembre de 2001 | Kitt Peak            | Spacewatch    |
| 190930 - | 2001 VF5               | 10 de novembre de 2001 | Bisei SG Center      | BATTeRS       |
| 190931 - | 2001 VS5               | 9 de novembre de 2001  | Socorro              | LINEAR        |
| 190932 - | 2001 VX6               | 9 de novembre de 2001  | Socorro              | LINEAR        |
| 190933 - | 2001 VY12              | 10 de novembre de 2001 | Socorro              | LINEAR        |
| 190934 - | 2001 VT18              | 9 de novembre de 2001  | Socorro              | LINEAR        |
| 190935 - | 2001 VH22              | 9 de novembre de 2001  | Socorro              | LINEAR        |
| 190936 - | 2001 VZ25              | 9 de novembre de 2001  | Socorro              | LINEAR        |
| 190937 - | 2001 VT29              | 9 de novembre de 2001  | Socorro              | LINEAR        |
| 190938 - | 2001 VA32              | 9 de novembre de 2001  | Socorro              | LINEAR        |
| 190939 - | 2001 VD33              | 9 de novembre de 2001  | Socorro              | LINEAR        |
| 190940 - | 2001 VF36              | 9 de novembre de 2001  | Socorro              | LINEAR        |
| 190941 - | 2001 VA39              | 9 de novembre de 2001  | Socorro              | LINEAR        |
| 190942 - | 2001 VP40              | 9 de novembre de 2001  | Socorro              | LINEAR        |
| 190943 - | 2001 VB41              | 9 de novembre de 2001  | Socorro              | LINEAR        |
| 190944 - | 2001 VH45              | 9 de novembre de 2001  | Socorro              | LINEAR        |
| 190945 - | 2001 VC47              | 9 de novembre de 2001  | Socorro              | LINEAR        |
| 190946 - | 2001 VS49              | 10 de novembre de 2001 | Socorro              | LINEAR        |
| 190947 - | 2001 VK52              | 10 de novembre de 2001 | Socorro              | LINEAR        |
| 190948 - | 2001 VT55              | 10 de novembre de 2001 | Socorro              | LINEAR        |
| 190949 - | 2001 VL59              | 10 de novembre de 2001 | Socorro              | LINEAR        |
| 190950 - | 2001 VM62              | 10 de novembre de 2001 | Socorro              | LINEAR        |
| 190951 - | 2001 VU62              | 10 de novembre de 2001 | Socorro              | LINEAR        |
| 190952 - | 2001 VV63              | 10 de novembre de 2001 | Socorro              | LINEAR        |
| 190953 - | 2001 VD114             | 12 de novembre de 2001 | Socorro              | LINEAR        |
| 190954 - | 2001 VZ114             | 12 de novembre de 2001 | Socorro              | LINEAR        |
| 190955 - | 2001 VU118             | 12 de novembre de 2001 | Socorro              | LINEAR        |
| 190956 - | 2001 VC119             | 12 de novembre de 2001 | Socorro              | LINEAR        |
| 190957 - | 2001 VB125             | 11 de novembre de 2001 | Socorro              | LINEAR        |
| 190958 - | 2001 WZ8               | 17 de novembre de 2001 | Socorro              | LINEAR        |
| 190959 - | 2001 WX9               | 17 de novembre de 2001 | Socorro              | LINEAR        |
| 190960 - | 2001 WP20              | 17 de novembre de 2001 | Socorro              | LINEAR        |
| 190961 - | 2001 WB39              | 17 de novembre de 2001 | Socorro              | LINEAR        |
| 190962 - | 2001 WX44              | 18 de novembre de 2001 | Socorro              | LINEAR        |
| 190963 - | 2001 WD48              | 19 de novembre de 2001 | Anderson Mesa        | LONEOS        |
| 190964 - | 2001 XC                | 2 de desembre de 2001  | Cordell-Lorenz       | D. T. Durig   |
| 190965 - | 2001 XF5               | 5 de desembre de 2001  | Haleakala            | NEAT          |
| 190966 - | 2001 XT15              | 10 de desembre de 2001 | Socorro              | LINEAR        |
| 190967 - | 2001 XW33              | 7 de desembre de 2001  | Socorro              | LINEAR        |
| 190968 - | 2001 XZ35              | 9 de desembre de 2001  | Socorro              | LINEAR        |
| 190969 - | 2001 XF38              | 9 de desembre de 2001  | Socorro              | LINEAR        |
| 190970 - | 2001 XS41              | 9 de desembre de 2001  | Socorro              | LINEAR        |
| 190971 - | 2001 XY51              | 10 de desembre de 2001 | Socorro              | LINEAR        |
| 190972 - | 2001 XD63              | 10 de desembre de 2001 | Socorro              | LINEAR        |
| 190973 - | 2001 XR77              | 11 de desembre de 2001 | Socorro              | LINEAR        |
| 190974 - | 2001 XA79              | 11 de desembre de 2001 | Socorro              | LINEAR        |
| 190975 - | 2001 XQ93              | 10 de desembre de 2001 | Socorro              | LINEAR        |
| 190976 - | 2001 XU95              | 10 de desembre de 2001 | Socorro              | LINEAR        |
| 190977 - | 2001 XO98              | 10 de desembre de 2001 | Socorro              | LINEAR        |
| 190978 - | 2001 XD101             | 10 de desembre de 2001 | Socorro              | LINEAR        |
| 190979 - | 2001 XQ144             | 14 de desembre de 2001 | Socorro              | LINEAR        |
| 190980 - | 2001 XY149             | 14 de desembre de 2001 | Socorro              | LINEAR        |
| 190981 - | 2001 XQ150             | 14 de desembre de 2001 | Socorro              | LINEAR        |
| 190982 - | 2001 XL151             | 14 de desembre de 2001 | Socorro              | LINEAR        |
| 190983 - | 2001 XA172             | 14 de desembre de 2001 | Socorro              | LINEAR        |
| 190984 - | 2001 XM173             | 14 de desembre de 2001 | Socorro              | LINEAR        |
| 190985 - | 2001 XB177             | 14 de desembre de 2001 | Socorro              | LINEAR        |
| 190986 - | 2001 XR189             | 14 de desembre de 2001 | Socorro              | LINEAR        |
| 190987 - | 2001 XG203             | 11 de desembre de 2001 | Socorro              | LINEAR        |
| 190988 - | 2001 XD215             | 13 de desembre de 2001 | Socorro              | LINEAR        |
| 190989 - | 2001 XC223             | 15 de desembre de 2001 | Socorro              | LINEAR        |
| 190990 - | 2001 XL223             | 15 de desembre de 2001 | Socorro              | LINEAR        |
| 190991 - | 2001 XQ238             | 15 de desembre de 2001 | Socorro              | LINEAR        |
| 190992 - | 2001 XH239             | 15 de desembre de 2001 | Socorro              | LINEAR        |
| 190993 - | 2001 XO241             | 14 de desembre de 2001 | Socorro              | LINEAR        |
| 190994 - | 2001 XN249             | 14 de desembre de 2001 | Socorro              | LINEAR        |
| 190995 - | 2001 YP                | 18 de desembre de 2001 | Oaxaca               | J. M. Roe     |
| 190996 - | 2001 YY10              | 17 de desembre de 2001 | Socorro              | LINEAR        |
| 190997 - | 2001 YD15              | 17 de desembre de 2001 | Socorro              | LINEAR        |
| 190998 - | 2001 YC18              | 17 de desembre de 2001 | Socorro              | LINEAR        |
| 190999 - | 2001 YV22              | 18 de desembre de 2001 | Socorro              | LINEAR        |
| 191000 - | 2001 YV27              | 18 de desembre de 2001 | Socorro              | LINEAR        |